# فصل طوابع البريد
فصل الطوابع البريدية، هي الوسيلة التي تجعل الطوابع الفردية قابلة للفصل بسهولة عن بعضها البعض.
وتشمل طرق الفصل ما يلي:
1. التثقيب: قطع صفوف وأعمدة من الثقوب الصغيرة.
2. التثقيب: قطع صغير أفقي ورأسي.
3. التقطيع: قطع الورق حسب الشكل باستخدام قالب معدني - يُستخدم للطوابع ذاتية اللصق.

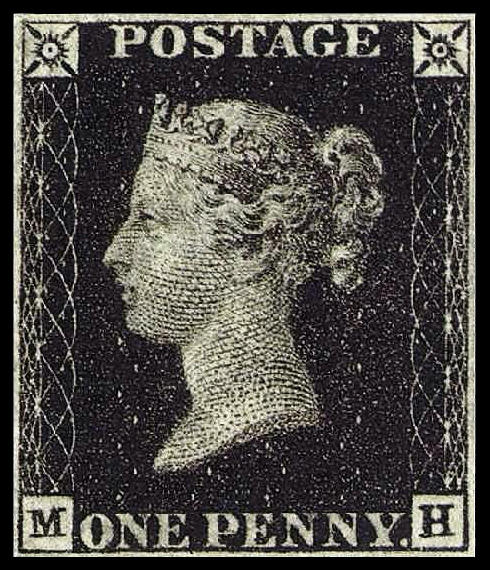
طابع (بيني بلاك) غير مثقب

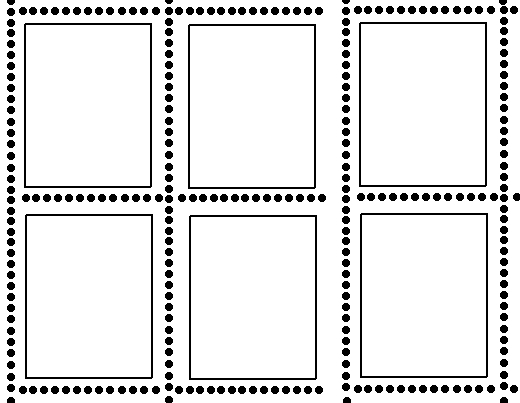
اسلوب القطع والتثقيب

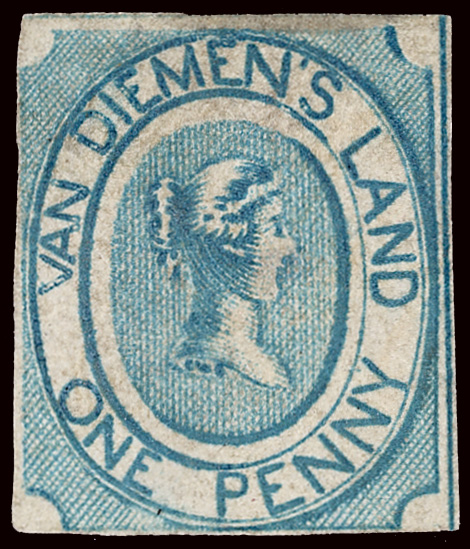
غالبًا ما يؤدي فصل الطوابع غير المثقبة بالمقص أو السكين أو التمزيق إلى احداث هوامش غير متساوية على الطابع كما في هذا الطابع الذي يعود لعام 1853، (طابع فان ديمنز لاند)

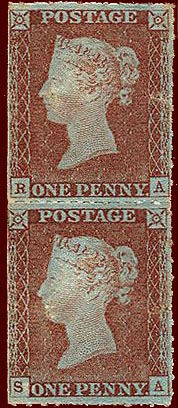
زوج عمودي من اللون الأحمر 1D، من اللوحة 70، مثقوب بآلة القطع (روليت) التجريبية لهنري آرتشر

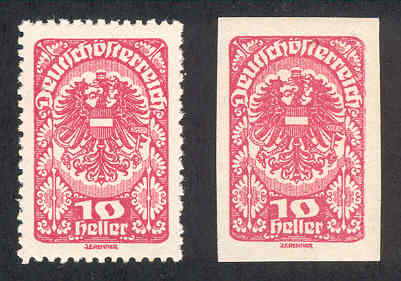
إصدارات مثقوبة وغير مثقوبة لنفس الطابع النمساوي لعام 1920

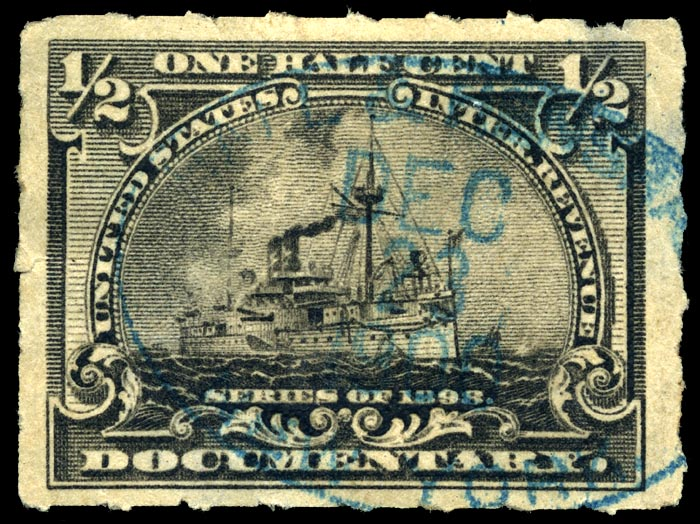
طابع عائدات الولايات المتحدة المفصول بواسطة آلة القطع الروليت عام 1898

## السنوات الأولى
في السنوات الأولى، من عام 1840 حتى عام 1850، كانت جميع الطوابع تصدر غير مثقوبة، وكان يجب قصها من الورقة بالمقص أو السكين. كان ذلك يستغرق وقتاً طويلاً ويكون عرضة للخطأ (كما تشهد بذلك الطوابع المشوهة في تلك الحقبة). وبمجرد أن أصبحت معدات الفصل الملائمة متاحة، اختصر الوقت بسرعة. وقد صدرت طوابع غير مثقوبة من حين لآخر منذ ذلك الحين، إما لأن معدات الفصل لم تكن متوفرة مؤقتاً (في الدول حديثة الولادة على سبيل المثال)، أو غير متاحة لصانعي معدات بيع الطوابع الآلية (حصل ذلك في الولايات المتحدة في بداية العشرين)، أو كطوابع جديدة لهواة جمع الطوابع (خاصة عندما تصدر الطوابع في أوراق تذكارية)، أو كأخطاء طباعة غير مقصودة.

## هنري آرتشر
في عام 1847، صنع هنري آرتشر من المملكة المتحدة أول آلة (روليت) لفصل الطوابع، وهي "روليت آرتشر". وقد أحيلت خطته، التي قدمها إلى مدير عام البريد في 1 أكتوبر 1847، إلى إدارتي مكتب البريد العام والإيرادات الداخلية. وصنعت آلتين من هذا النوع. وبعد التجربة، ثبت فشل كلتا الآلتين. وقد نجت بعض الطوابع من إحدى الآلتين من اللوحتين 70 و71. لقد كانت هذه الآلة تتكون من شفرات على شكل مشرط تعمل بمبدأ الضغط المتطاير وتثقب الورق بسلسلة من القطع.
ثم تخلى آرتشر عن هذا النهج إلى طريقة التثقيب، وهي عملية تستعمل صفوفاً من الدبابيس الصغيرة المستديرة لتثقيب الثقوب. في عام 1848، حصل آرتشر على براءة اختراع لآلة التثقيب التي تعمل بمبدأ "الضربة". وقد مكّن ترتيب الدبابيس من ثقب الجزء العلوي والجانبين من كل طابع عبر الصف في عملية واحدة، وأصبح هذا يُعرف باسم التثقيب "المشط". أُجريت تجارب التثقيب في عامي 1849 و1850 تحت رعاية الحكومة البريطانية وأُصدرت الطوابع الناتجة عن هذه التجارب لأول مرة في نهاية عام 1850. أثبتت آلة هنري آرتشر صلاحية هذه العملية ولكنها لم تدخل الخدمة قط. بيعت براءة اختراع آرتشر لآلة التثقيب الخاصة به (رقم 12,340 لعام 1848، بتاريخ 23 مايو 1849) مقابل 4,000 جنيه إسترليني في يونيو 1853.
صنعت شركة ديفيد نابيير وابنه المحدودة مجموعة آلات جديدة تعتمد على مبادئ هنري آرتشر؛ وقد استُعملت هذه الآلات في البداية في شهر أكتوبر 1853 لقطع طوابع الإيرادات واعتبارًا من شهر يناير 1854 لقطع طوابع البريد.

## آلة القطع الدوارة
أيضًا في عام 1854 حصل ويليام بيمروز وهنري هاو بيمروز على براءة اختراع "آلة القطع الدوارة". حيث صُممت آلة بيمروز كآلة للقطع. وعلى هذا النحو، فقد ثبت أنها غير عملية لفصل الطوابع، ولكن في عام 1856 حولت بنجاح إلى آلة قطع بواسطة جورج سي هوارد من شركة توبان كاربنتر، التي تطبع الطوابع لصالح الحكومة الأمريكية. وقد تحسنت كل من عمليتي القطع والدوران منذ ذلك الحين، ولكنهما لا تزالان في الأساس العمليتين المستعملتين في القرن الحادي والعشرين. إن القرار الرئيسي بالنسبة للمثقب هو تباعد الثقوب؛ فإذا كانت متباعدة جداً، فلن تنفصل الطوابع بسهولة، ومن المحتمل أن تتمزق الطوابع، أما إذا كانت متقاربة جداً، فستميل الطوابع إلى التفكك عند التعامل العادي. وفي حالات قليلة كان حجم الثقوب عاملاً مؤثراً. في حالة بعض الطوابع التي أنتجتها أستراليا لبيعها في لفات بدلاً من أوراق (طوابع لفائف) يمكن رؤية نمط على الجانب القصير للطابع من ثقبين صغيرين وعشرة ثقوب كبيرة وثقبين صغيرين.

## القياسات والاختلافات
المعيار لوصف التثقيب هو عدد الثقوب (أو "أسنان" أو ثقوب الطابع الفردي) في مسافة 2 سنتيمتر. أجود المقاييس المستخدمة على الإطلاق هو 18 ثقب على طوابع ولايات الملايو في أوائل عقد الخمسينيات، وأخشنها هو 2، وهو ما يظهر على طوابع بوبال لعام 1891. حيث تميل ثقوب الطوابع الحديثة إلى أن تتراوح من 11 إلى 14 ثقباً.
وغالباً ما تنتج الطوابع المثقوبة على أحد الوجهين المتقابلين وغير المثقوبة على الوجه الآخر في لفائف بدلاً من الأوراق، ولكن يمكن أن تأتي أحياناً من ألواح الكتيبات. ويمكن أن ترتبط ألواح الكتيبات بأي مجموعة من وجه واحد أو وجهين أو ثلاثة أوجه غير مثقوبة. وكذلك يمكن أن تنتج حواف الورقة أي جانب واحد غير مثقوب أو جانبين غير مثقوبين متجاورين عندما يأتي الطابع من زاوية الورقة.
تتضمن الاختلافات ثقوباً متزامنة غير متساوية، إما بتخطي ثقب أو بجعل بعض الثقوب أكبر. في عقد التسعينيات، بدأت بريطانيا العظمى بإضافة ثقوب بيضاوية كبيرة إلى الثقوب على كل جانب، كإجراء لمكافحة التزوير.

## آلة القطع (الروليت)
يستخدم أسلوب الروليت قطعاً صغيراً في الورق بدلاً من الثقوب. وقد استخدمها عدد من البلدان، ولكن نادراً ما شوهدت على الطوابع الحديثة إن وجدت حتى ظهرت أصناف الروليت السربنتية ذاتية اللصق. تشمل الأصناف، التي غالباً ما يصفها هواة جمع الطوابع بمصطلحات فرنسية، القطع المستقيم (percée en lignes، و percée en lignes colorées مع شريط قطع محبر)، والقوس (percée en arc)، وآلة الخياطة (perce en points)، وسنّ المنشار، والروليت السربنتيني (perce en serpentin) الذي استخدمته طوابع فنلندا في وقت مبكر.  نظراً لاحتواء الطوابع ذاتية اللصق على طبقة لاصقة، فإن روليت الفواصل أسهل بكثير من ثقب المثقاب للثقوب.
هناك أنواع قليلة من الطوابع جمعت بين الروليت والتثقيب، على سبيل المثال طوابع جنوب أفريقيا في عام 1942.

## طوابع ذاتية اللصق
وقد أصدرت سيراليون أول طابع بريد ذاتي اللصق في عام 1964، وبحلول عقد التسعينيات من القرن العشرين صارت هذه الطوابع مستعملة على نطاق واسع. وهذه الطوابع لا بد أن تكون مقصوصة من الداخل، مما يعني أن الطوابع نفسها مقطوعة تماماً، ولا يربطها معاً سوى ورق الدعم. في البداية كانت الورقة الخلفية في حد ذاتها صلبة، ولكن بمرور الوقت، أصبحت الآن مخرومة قليلاً لتسهيل تمزيق كتل الطوابع دون الحاجة إلى إزالتها من على الغلاف. ونظرًا لأن القطعة المقطوعة تمتد على طول الخط من خلال الطابع، فإن أي شكل سيفي بالغرض، وكانت المواد ذاتية اللصق الأصلية ذات حواف مستقيمة. ومع ذلك، فإن تقليد التثقيب قوي جدًا لدرجة أن المواد ذاتية اللصق الحديثة تحتوي على قطع ذاتي متموج يحاكي آلية التثقيب. ويمكن التعرف عليها من خلال دراسة حافة الطابع عن كثب؛ فالثقوب الحقيقية تكون بها ألياف ورقية ممزقة على كل سن، بينما تكون الثقوب المقلدة ملساء. وفي الفترة من عام 2012 إلى عام 2016، باعت الولايات المتحدة أعدادًا صغيرة من الطوابع التي صدرت خلال هذه الفترة في أوراق بدون قطع القوالب، مما أدى إلى إنتاج أصناف غير مثقوبة منها. كان إصدارها مثيرًا للجدل للغاية.

## هواة جمع الطوابع
بالنسبة لهواة جمع الطوابع، فإن الثقوب مهمة، ليس فقط كوسيلة للتمييز بين الطوابع المختلفة (قد يكون ثقب 10 أكثر ندرة وقيمة من ثقب 11 من نفس التصميم)، ولكن أيضًا كجزء من حالة الطوابع. فالطوابع القصيرة أو "المقطوعة" غير مرغوب فيها وتقلل من قيمتها، وكذلك الطوابع المثنية أو المجعدة. على الرغم من أنه يمكن لهواة جمع الطوابع أن يحسبوا عدد الثقوب باستخدام مسطرة، إلا أن الممارسة المعتادة هي استخدام مقياس للثقوب الذي يحتوي على أنماط مطبوعة مسبقاً من الثقوب في مجموعة مختارة من الثقوب الشائعة، مما يتطلب من الشخص مجرد محاذاة ثقوب الطابع مع أقرب ثقوب مطابقة. وغالباً ما تفحص الطوابع النادرة في حال ما اعيد تثقيبها.

## أخطاء التثقيب

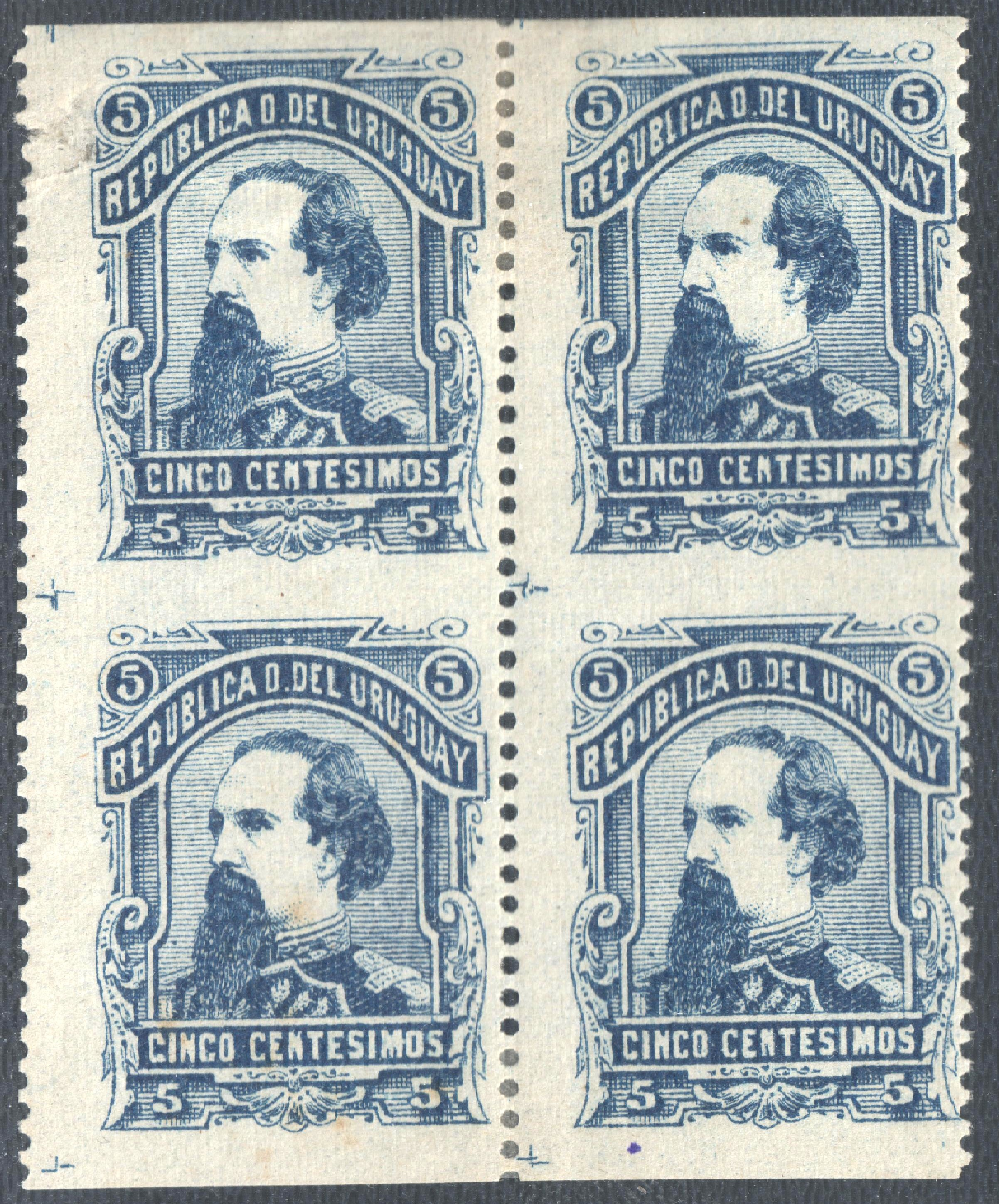
خطأ في التثقيب لمجموعة من أربعة طوابع صادرة عام 1883

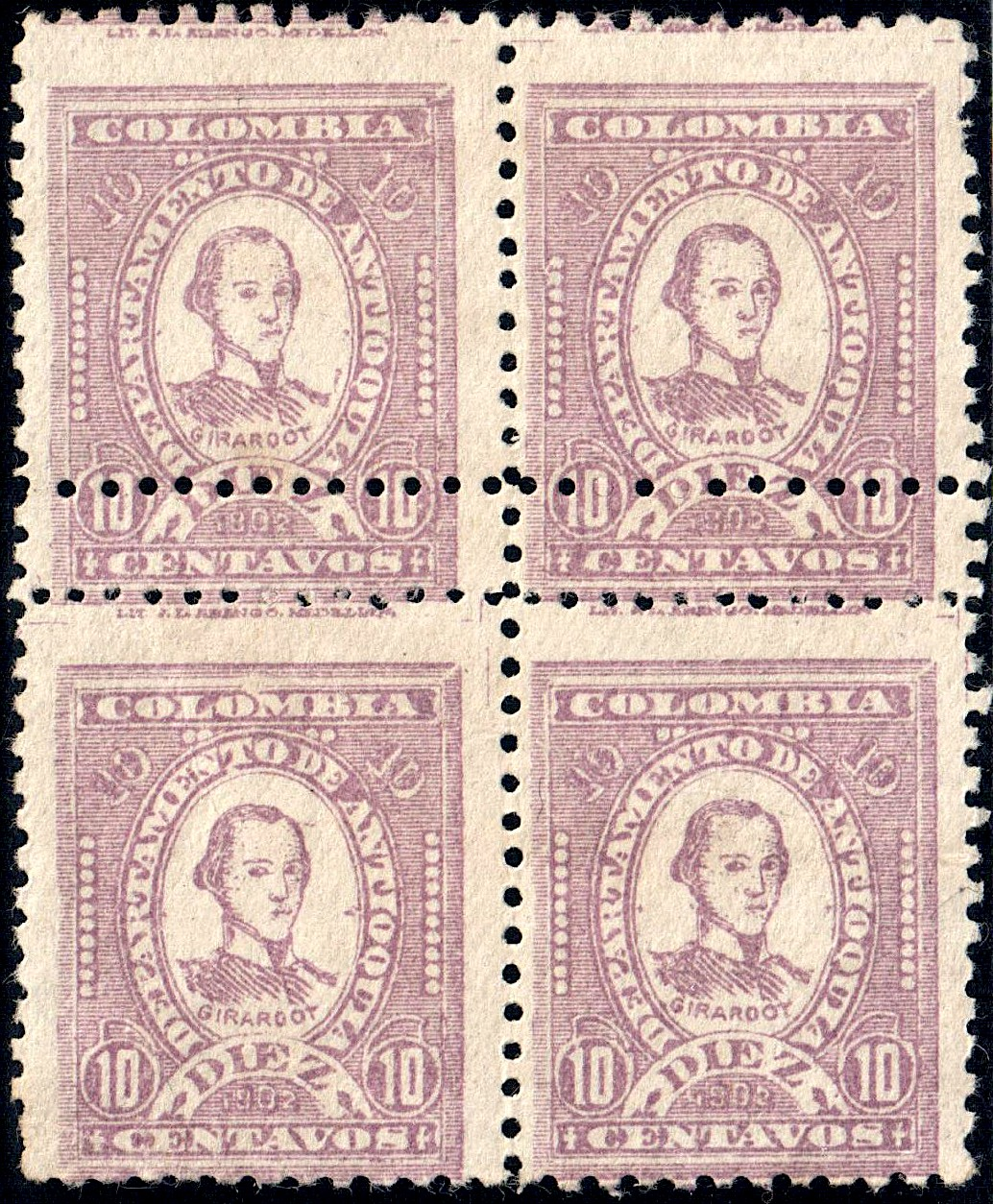
مجموعة طوابع مثقوبة خطأ صادرة عام 1902

إن حصول أخطاء كثيرة بالنسبة لعملية آلية مثل التثقيب شيء معروف. فالتثقيب الأعمى شائع، ويحدث عندما لا يثقب الثقب بالكامل، كما هو الحال مع الثقوب الخارجة عن المركز التي تقطع تصميم الطابع، وأحياناً بشكل سيء للغاية. في بعض الأحيان قد تكون أزواج أو مجموعات أكبر من الطوابع غير مثقوبة بين الطوابع، بمعنى أنها غير منفصلة من جميع الجوانب. على الرغم من أنه من الشائع جداً أن يكون هناك مقاييس مختلفة للتثقيب أفقياً وعمودياً، إلا أنه في حالات نادرة قد يكون للطابع ثقوب مختلفة على جوانب متقابلة؛ وفي حالة الطوابع الأمريكية لا يوجد سوى عدد قليل من هذه الطوابع. وتُعرف الأنواع المختلفة من أخطاء التثقيب مجتمعةً باسم أخطاء تثقيب.